# Tuffi ai Giochi della XXVII Olimpiade
Le competizioni dei tuffi ai Giochi della XXVII Olimpiade si sono svolte dal 22 al 30 settembre 2000, presso il Sydney International Aquatic Centre di Sydney, in Australia. Hanno preso parte alla 157 tuffatori, provenienti da 42 distinte nazioni.

## Formato
Si sono svolti 8 eventi, 4 femminili e 4 maschili:
- femminile
  - trampolino 3 m
  - piattaforma 10 m
  - sincronizzato trampolino 3 m (prima volta alle olimpiadi)
  - sincronizzato piattaforma 10 m (prima volta alle olimpiadi)
- maschile
  - trampolino 3 m
  - piattaforma 10 m
  - sincronizzato trampolino 3 m (prima volta alle olimpiadi)
  - sincronizzato piattaforma 10 m (prima volta alle olimpiadi).

## Partecipanti
| - Argentina (1) - Armenia (1) - Australia (6) - Austria (3) - Azerbaigian (1) - Bielorussia (2) - Brasile (2) - Canada (7) - Cina (8) - Taipei cinese (4) - Colombia (2) - Cuba (6) - Rep. Ceca (1) - Finlandia (2) | - Francia (6) - Georgia (1) - Germania (8) - Gran Bretagna (8) - Grecia (5) - Hong Kong (1) - Ungheria (4) - Indonesia (3) - Italia (5) - Giappone (1) - Kazakistan (5) - Malaysia (3) - Messico (7) - Corea del Nord (5) | - Perù (1) - Filippine (2) - Porto Rico (1) - Romania (3) - Russia (7) - Corea del Sud (4) - Spagna (5) - Svezia (1) - Svizzera (3) - Thailandia (2) - Ucraina (9) - Stati Uniti (7) - Venezuela (3) - Zimbabwe (1) |

## Podi

### Uomini
| Evento                      | Oro                                   | Perform. | Argento                                   | Perform. | Bronzo                               | Perform. |
| Tuffi individuali           |                                       |          |                                           |          |                                      |          |
| Trampolino 3 m (dettagli)   | Xiong Ni                              | 708,72   | Fernando Platas                           | 708,42   | Dmitrij Sautin                       | 703,20   |
| Piattaforma 10 m (dettagli) | Tian Liang                            | 724,53   | Hu Jia                                    | 713,55   | Dmitrij Sautin                       | 629,26   |
| Tuffi sincronizzati         |                                       |          |                                           |          |                                      |          |
| Trampolino 3 m (dettagli)   | Cina Hailiang Xiao Xiong Ni           | 365,68   | Russia Dmitrij Sautin Aleksandr Dobroskok | 329,97   | Australia Robert Newbery Dean Pullar | 322,87   |
| Piattaforma 10 m (dettagli) | Russia Igor Loukachine Dmitrij Sautin | 365,04   | Cina Hu Jia Tian Liang                    | 358,74   | Germania Jan Hempel Heiko Meyer      | 338,88   |

### Donne
| Evento                      | Oro                                 | Perform. | Argento                             | Perform. | Bronzo                                 | Perform. |
| Tuffi individuali           |                                     |          |                                     |          |                                        |          |
| Trampolino 3 m (dettagli)   | Fu Mingxia                          | 415,35   | Guo Jingjing                        | 398,60   | Dörte Lindner                          | 389,85   |
| Piattaforma 10 m (dettagli) | Laura Wilkinson                     | 447,70   | Li Na                               | 437,05   | Anne Montminy                          | 429,90   |
| Tuffi sincronizzati         |                                     |          |                                     |          |                                        |          |
| Trampolino 3 m (dettagli)   | Russia Vera Il'ina Julija Pachalina | 332,64   | Cina Fu Mingxia Guo Jingjing        | 321,60   | Ucraina Hanna Sorokina Olena Župina    | 290,34   |
| Piattaforma 10 m (dettagli) | Cina Li Na Sang Xue                 | 345,12   | Canada Émilie Heymans Anne Montminy | 312,03   | Australia Rebecca Gilmore Loudy Tourky | 301,50   |

## Medagliere
| Posizione | Paese       |   |   |   | Totale |
| --------- | ----------- | - | - | - | ------ |
| 1         | Cina        | 5 | 5 | 0 | 10     |
| 2         | Russia      | 2 | 1 | 2 | 5      |
| 3         | Stati Uniti | 1 | 0 | 0 | 1      |
| 4         | Canada      | 0 | 1 | 1 | 2      |
| 5         | Messico     | 0 | 1 | 0 | 1      |
| 6         | Australia   | 0 | 0 | 2 | 2      |
| 6         | Germania    | 0 | 0 | 2 | 2      |
| 7         | Ucraina     | 0 | 0 | 1 | 1      |
| Totale    | Totale      | 8 | 8 | 8 | 24     |